# Spermacoce rubricaulis
Spermacoce rubricaulis är en måreväxtart som beskrevs av Charles Wright. Spermacoce rubricaulis ingår i släktet Spermacoce och familjen måreväxter.
Artens utbredningsområde är Kuba. Inga underarter finns listade i Catalogue of Life.